# Hoplitosaurus
Hoplitosaurus („ještěr - hoplíta“) byl rod „obrněného“ tyreoforního dinosaura z čeledi Nodosauridae, žijícího na území současné Jižní Dakoty (USA) v období spodní křídy (věk barrem, asi před 130 miliony let).

## Historie
Fosilní pozůstatky tohoto dinosaura byly poprvé objeveny v roce 1898 Nelsonem H. Dartonem v sedimentech souvrství Lakota nedaleko stanice Buffalo Gap v okrese Custer (Jižní Dakota). V roce 1901 exemplář (holotyp s označením USNM 4752) zkoumal přírodovědec Frederic Augustus Lucas, který nejdříve přisoudil fosilie rodu Stegosaurus (jako nový druh S. marshi). O rok později však změnil názor a stanovil nové vědecké rodové jméno Omosaurus a následně Hoplitosaurus. Později někteří paleontologové synonymizovali hoplitosaura s blízce příbuzným rodem Polacanthus, v současnosti však převažuje názor, že se jedná o samostatný rod nodosauridního ankylosaura.

## Popis

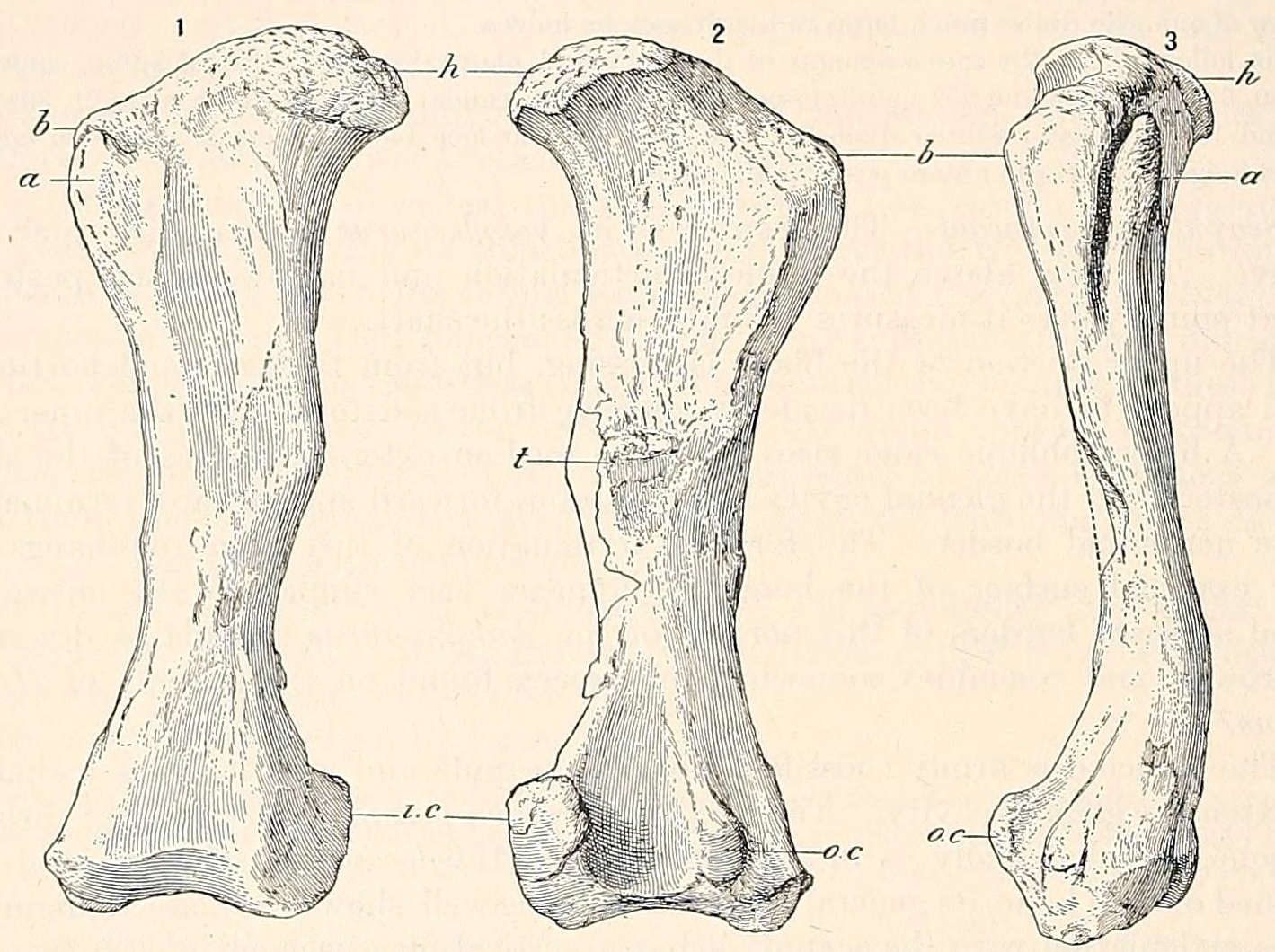
Nákres stehenní kosti hoplitosaura.

Byl to zhruba 4 až 4,5 metrů dlouhý a kolem 1,5 tuny vážící býložravý dinosaurus. V nejvyšším bodě hřbetu měřil zhruba 1,2 metru, což odpovídá délce jeho stehenní kosti (49,5 cm). Jako ostatní nodosauridi byl chráněn výrazným tělesným pancířem z osteodermů a bodců, kráčel po všech čtyřech a byl relativně těžkopádným stádním býložravcem.